# 内斯托尔·阿劳霍
内斯托尔·阿劳霍（西班牙語：Néstor Araujo，1991年8月29日—），墨西哥男子足球运动员，司职后卫。他曾代表墨西哥国奥队参加2012年夏季奥林匹克运动会足球比赛，获得一枚金牌。